# Kipengeresiska
Kipengeresiska (Crithagra melanochroa) är en fågel i familjen finkar inom ordningen tättingar. Den förekommer endast mycket lokalt i bergstrakter i södra Tanzania. Beståndet anses ändå vara livskraftigt.

## Utseende och läte
Kipengeresiskan är en stor fink med stor och svullen näbb. Ovansidan är mörkbrun och undersidan vit med kraftiga längsgående streck. Runt ögat syns vita teckningar. Arten liknar något gulbrynad siska, men är större med kraftigare näbb och saknar gult i fjäderdräkten. Sången består av en snabb blandning av visslande och skallrande toner.

## Utbredning och systematik
Kipengeresiskan förekommer i Rungwebergen och i Udzungwabergens nationalpark i södra Tanzania.

### Släktestillhörighet
Arten placeras ofta i släktet Serinus men DNA-studier visar att den liksom ett stort antal afrikanska arter endast är avlägset släkt med t.ex. gulhämpling (S. serinus).

## Levnadssätt
Kipengeresiskan är en sällsynt och lokalt förekommande fågel i bergstrakter. Där ses den i skog, skogsbryn och frodiga buskmarker.

## Status och hot
Arten har ett begränsat utbredningsområde och tros minska i antal, dock inte tillräckligt kraftigt för att den ska betraktas som hotad. Internationella naturvårdsunionen IUCN listar arten som livskraftig (LC).